# Kapela presvetlega Srca Jezusovega in brezmadežnega Srca Marijinega, Martinje
Kapela presvetlega Srca Jezusovega in brezmadežnega Srca Marijinega je kapela, ki stoji v vasi Martinje v občini Gornji Petrovci.
Kapela je bila postavljena po načrtih arhitektke Majde Neřima leta 1946, dovršena in blagoslovljena leta 1947. V stolpu je 98 kg težak zvon v čast sv. Antonu. Izdelan je bil v Gradcu in tam kupljen leta 1920. Na mestu današnje kapele je v preteklosti stal samostojni leseni zvonik z omenjenim zvonom.